# Ask Me Why
Az Ask Me Why egy Beatles-kislemez 1963-ból. A dal a kislemez B oldalán jelent meg (az A oldalon a Please Please Me hallható), illetve megjelent az együttes első nagylemezén, a Please Please Me c. stúdióalbumon is. A dal szerzője a Lennon–McCartney páros volt.

## Történet
A dalt 1962 elején írta John Lennon és Paul McCartney. A dal Smokey Robinson és együttese, a Miracles stílusára hasonlít, azon belül is nagyon emlékeztet a What's So Good About Goodbye c. slágerre. 
A dal első felvétele még Pete Best dobossal készült el 1962. június 6-án. Később Bestet Ringo Starr váltotta a doboknál, így vele készült el a végső stúdióváltozat, amely kislemezen és nagylemezen is megjelent.

## Közreműködők
- Ének: John Lennon
- Háttérvokál: Paul McCartney, George Harrison

Hangszerek:
- John Lennon: akusztikus ritmusgitár
- Paul McCartney: basszusgitár
- George Harrison: gitár
- Ringo Starr: dob

## Feldolgozások
A The Smithereens nevű amerikai együttes 2008-as B-Sides The Beatles c. lemezén énekelte el a dalt.